# Shena
Shena ou Shèna McSween, née Tracey Elizabeth McSween le 19 novembre 1977, est une chanteuse de house, disco et nu-disco anglaise. Elle a collaboré avec de nombreux artistes, notamment avec Michael Gray pour sa chanson The Weekend et Alex Gaudino pour sa chanson Watch Out.

## Discographie

### Albums
- 2003 : B.I.T.C.H.
- 2009 : One Man Woman
- 2010 : 2079
- 2011 : My brave face

### Singles
- 1995 : You Belong to Me (avec JX)
- 1996 : There's Nothing I Won't Do (avec JX)
- 1996 : More Than Woman
- 1997 : Close To Your Heart (avec JX)
- 1997 : Let The Beat Hit 'Em
- 1998 : Hot Stuff (avec Arsenal FC & Friends)
- 2000 : Dynamite (Dancehall Queen) (avec Dinamyte)
- 2001 : I Can Cast A Spell (sous le nom de 'Cloudburst' avec Disco-Tex)
- 2001 : I'll Be Waiting (avec Full Intention)
- 2002 : Comin' At Ya (avec Soul Avengerz)
- 2003 : Wilderness (avec Jurgen Vries)
- 2003 : Turn My World (avec Skyy)
- 2004 : No More (avec Bhooka et T-Bone)
- 2004 : Dirty Little Dream (avec Per Qx)
- 2005 : The Weekend (avec Michael Gray)
- 2005 : Your Day Is Coming (avec Full Intention)
- 2005 : 1000 Years (Just Leave Me Now) (avec Jupiter Ace)
- 2005 : Rock Me Dirty
- 2006 : Friday Night (avec Sex Machine)
- 2006 : Do It Again (avec Disco Freaks)
- 2007 : Dare Me (Stupidisco) (avec Junior Jack)
- 2007 : The Real Thing (avec Cloudskippers)
- 2007 : Guilty (avec De Souza)
- 2007 : Altered State Of Mind (avec Mr Groove & Vergas)
- 2007 : Still In Love (avec Notus)
- 2007 : I've Found The Love (avec Weekend Masters)
- 2007 : Let Your Mind Go (avec Starchaser)
- 2007 : Fallin' (avec Dirty High)
- 2007 : The Power Of One (avec DT8 Project)
- 2007 : Lifting (avec Warren Clarke)
- 2007 : Electrosexual
- 2008 : Watch Out (avec Alex Gaudino)
- 2008 : Fantasy (avec Solitaire)
- 2008 : Bitch Is Back (avec Warren Clarke & Jonni Black)
- 2008 : Why Did Ya (avec The BeatThiefs)
- 2008 : One Man Woman
- 2008 : Got To Be Real (avec Electric Allstars)